# Cục Văn hóa cơ sở (Việt Nam)
Cục Văn hóa cơ sở, Gia đình và Thư viện là tổ chức hành chính thuộc Bộ Văn hóa, Thể thao và Du lịch, thực hiện chức năng tham mưu, giúp Bộ trưởng quản lý nhà nước, tổ chức thực thi pháp luật và quản lý các dịch vụ công thuộc lĩnh vực văn hóa cơ sở, gia đình, thư viện theo quy định của pháp luật.
Chức năng, nhiệm vụ, quyền hạn và cơ cấu tổ chức của Cục Văn hóa cơ sở, Gia đình và Thư viện được quy định tại Quyết định số 615/QĐ-BVHTTDL ngày 11 tháng 3 năm 2025 của Bộ trưởng Bộ Văn hóa, Thể thao và Du lịch.

## Lịch sử hình thành và phát triển[2]
Năm 1955, Quốc hội khóa I nước Việt Nam Dân chủ Cộng hòa đã ban hành Nghị quyết đổi tên Bộ Tuyên truyền thành Bộ Văn hóa. Theo đó, Vụ Văn hóa đại chúng là một cơ quan thuộc Bộ Văn hóa.
Ngày 17 tháng 4 năm 1961: Bộ trưởng Bộ Văn hóa ban hành Quyết định số 144/VH-QĐ về việc thành lập Vụ Thư viện, Câu lạc bộ trên cơ sở sắp xếp lại tổ chức của Vụ Văn hóa đại chúng.
Ngày 3 tháng 7 năm 1970: Hội đồng Chính phủ ban hành Nghị định số 185/CP sửa đổi tổ chức bộ máy Bộ Văn hóa. Theo đó, Vụ Văn hóa quần chúng và Thư viện được thành lập trên cơ sở đổi tên Vụ Thư viện, Câu lạc bộ.
Ngày 28 tháng 4 năm 1978: Hội đồng Chính phủ ban hành Nghị định số 96/CP về tổ chức của Bộ Văn hóa - Thông tin. Trong đó có Cục Văn hóa quần chúng trên cơ sở tổ chức lại chức năng, nhiệm vụ của Vụ Văn hóa quần chúng.
Ngày 16 tháng 6 năm 1988, Bộ trưởng Bộ Văn hóa ban hành Quyết định số 587/VH-QĐ về việc chuyển Cục Văn hóa quần chúng thành Vụ Văn hóa quần chúng.
Ngày 11 tháng 3 năm 1991, Bộ trưởng Bộ Văn hóa - Thông tin - Thể thao - Du lịch ban hành Quyết định số 440/TC-QĐ về việc thành lập Vụ Văn hóa quần chúng và Thư viện trên cơ sở sáp nhập Vụ Văn hóa quần chúng và Vụ Thư viện.
Ngày 9 tháng 12 năm 1993, Bộ trưởng Bộ Văn hóa - Thông tin ban hành Quyết định số 1856/TC-QĐ về việc thành lập Cục Văn hóa - Thông tin cơ sở trên cơ sở sáp nhập Cục Thông tin cổ động - Triển lãm và lĩnh vực Văn hóa quần chúng của Vụ Văn hóa quần chúng và Thư viện.
Ngày 16 tháng 1 năm 2008, Bộ trưởng Bộ Văn hóa, Thể thao và Du lịch đã ban hành Quyết định số 190/QĐ-BVHTTDL về việc thành lập Cục Văn hóa cơ sở trên cơ sở sắp xếp lại tổ chức của Cục Văn hóa - Thông tin cơ sở thuộc Bộ Văn hóa - Thông tin.
Ngày 11 tháng 3 năm 2025, Bộ trưởng Bộ Văn hóa, Thể thao và Du lịch đã ban hành Quyết định số 615/QĐ-BVHTTDL về việc thành lập Cục Văn hóa cơ sở, Gia đình và Thư viện trên cơ sở hợp nhất Cục Văn hóa cơ sở, Vụ Gia đình, Vụ Thư viện.

## Nhiệm vụ và quyền hạn
Theo Điều 2, Quyết định số 615/QĐ-BVHTTDL ngày 11 tháng 3 năm 2025 của Bộ trưởng Bộ Văn hóa, Thể thao và Du lịch, Cục Văn hóa cơ sở, Gia đình và Thư viện thực hiện chức năng quản lý nhà nước về các lĩnh vực:
1. Xây dựng đời sống văn hóa.
2. Lễ hội.
3. Pháo hoa.
4. Thiết chế văn hóa cơ sở.
5. Văn nghệ quần chúng.
6. Tuyên truyền cổ động.
7. Quảng cáo.
8. Xây dựng hệ giá trị trong gia đình.
9. Phòng, chống bạo lực gia đình.
10. Thư viện.

## Lãnh đạo Cục[4]
- Cục trưởng: Ninh Thị Thu Hương[5]
- Phó Cục trưởng:

1. Vi Thanh Hoài
2. Nguyễn Quốc Huy
3. Đoàn Quỳnh Dung
4. Nguyễn Thị Thu Hiền
5. Khuất Văn Quý
6. Nghiêm Hà Hải
7. Trần Thị Bích Huyền

## Cơ cấu tổ chức
(Theo Điều 3, Quyết định số 615/QĐ-BVHTTDL ngày 11 tháng 3 năm 2025 của Bộ trưởng Bộ Văn hóa, Thể thao và Du lịch)
- Văn phòng
- Phòng Nếp sống văn hóa
- Phòng Văn nghệ quần chúng
- Phòng Quảng cáo và Tuyên truyền
- Phòng Công tác Gia đình
- Phòng Thư viện